# Dalceridae
Dalceridae is een familie van vlinders.

## Geslachten
(Indicatie van aantallen soorten per geslacht tussen haakjes)
- Acraga  (24)
- Acragopsis  (2)
- Anacraga  (15)
- Ca  (2)
- Dalargentina  (1)
- Dalcera  (10)
- Dalcerides  (2)
- Dalcerina  (1)
- Minacraga  (2)
- Minacragides  (2)
- Minonoa  (3)
- Paracraga  (8)
- Protacraga  (1)
- Zadalcera  (4)
- Zikanyrops  (2)